# Harry Lienau
Harry Lienau (* 21. Mai 1955 in Glückstadt) ist ein deutscher Ingenieur sowie Politiker (CDU) und ehemaliges Mitglied des Landtages von Sachsen-Anhalt (2002 bis 2016 und 2019 bis 2021).

## Leben
Nach der Grund- und Realschule besuchte Harry Lienau von 1971 bis 1975 das Fachgymnasium. Von 1976 bis 1981 folgte ein Studium an der Fachhochschule. Anschließend war er von 1981 bis 1990 angestellter Vermessungsingenieur. In den Jahren 1993 und 1994 machte er eine Ausbildung zum gehobenen vermessungstechnischen Verwaltungsdienst.
Von 1991 bis 2012 war Lienau selbstständiger Vermessungsingenieur und von 1995 bis 2012 Öffentlich bestellter Vermessungsingenieur. Im Jahr 2005 gründete er die GbR LT-Info Harry Lienau/Jens Tetzlaff. 2012 stellte Lienau Antrag auf Eröffnung eines privaten Insolvenzverfahrens, im Zuge dessen gab er sein Amt als öffentlich bestellter Vermessungsingenieur zurück und verkaufte seine Firma.
Seit 1996 ist Lienau ehrenamtlich in der Ingenieur- und Architektenkammer Sachsen-Anhalt tätig. Seit 2001 gehört er der Mittelstandsvereinigung der CDU an. Außerdem ist er Mitglied im Bauernverband Burgenlandkreis e. V. und war im Bund der Öffentlich bestellten Vermessungsingenieure (BDVI) organisiert.
Lienau ist konfessionslos, verheiratet und hat drei Kinder.

## Politik
Harry Lienau trat 1995 der CDU bei. Seit 1999 ist er Ortsvorstandsmitglied. Zwischen 2000 und 2006 war er Kreisvorstandsmitglied in Weißenfels. Von 2001 bis 2006 war Lienau Vorsitzender des CDU-Kreisverbandes Weißenfels/Hohenmölsen und von 2006 bis 2008 Ortsvorsitzender der CDU Weißenfels.
Im April 2002 zog Lienau erstmals in den Landtag von Sachsen-Anhalt ein. In der darauf folgenden 5. Wahlperiode wurde er am 16. September 2008 Nachfolger von André Schröder. Er war Mitglied im Ausschuss für Bundes- und Europaangelegenheiten sowie Medien und im Ausschuss für Landesentwicklung und Verkehr.
Bei der Landtagswahl 2011 gewann er das Direktmandat im Wahlkreis 45 (Hohenmölsen-Weißenfels) und schaffte so den Wiedereinzug in den Landtag.
Zur Wahl des 7. Landtages von Sachsen-Anhalt am 13. März 2016 trat Lienau erneut im Landtagswahlkreis 43 – Weißenfels an, verlor jedoch mit 23,2 % das Direktmandat an Marcus Spiegelberg (AfD), der 31,8 % der Erststimmen erreichte. Lienau zog auch nicht über die Landesliste in den Landtag ein. Da der Magdeburger Abgeordnete Florian Philipp sein Landtagsmandat zum 31. Juli 2019 niederlegte, rückte Lienau im August 2019 in den Landtag von Sachsen-Anhalt nach. Dem 2021 gewählten Landtag gehört er nicht mehr an.